# Henryk Zaguła
Henryk Franciszek Zaguła (ur. 4 stycznia 1952 w Ząbkowicach Śląskich) – polski polityk, samorządowiec, były prezydent Dąbrowy Górniczej.

## Życiorys
Ukończył studia z zakresu metalurgii na Politechnice Śląskiej. W latach 1976–1990 pracował jako kierownik zmiany Wydziału Wielkich Pieców w Hucie Katowice. Od 1990 do 1991 pełnił funkcję wiceprezydenta Dąbrowy Górniczej, następnie od 4 marca 1991 do 27 listopada 1996 sprawował urząd prezydenta tego miasta. W latach 1990–1998 i 2002–2004 pełnił funkcję radnego Dąbrowy Górniczej, a od 1998 do 2002 zasiadał w sejmiku śląskim I kadencji (od 2001 jako jego wiceprzewodniczący). W 2002 bezskutecznie kandydował na prezydenta Dąbrowy Górniczej, zajmując 3. miejsce spośród 9 kandydatów.
Należał do Unii Wolności, w 2001 przeszedł do Platformy Obywatelskiej. We wrześniu 2003 wystąpił z tej partii. Rok później z ramienia UW ubiegał się o mandat senatora w wyborach uzupełniających (zajął 6. miejsce na 13 kandydatów). W 2005 poparł powstanie Partii Demokratycznej.
Od 1997 był prezesem zarządu spółki z o.o., później przedsiębiorstwa komunalnego. Po wyborach samorządowych w 2006 został pierwszym zastępcą prezydenta Dąbrowy Górniczej, funkcję wiceprezydenta pełnił do 2016.